# Bewan
Bewan Systems était une société française qui développait, importait et commercialisait des équipements d'accès réseau (adsl, cpl, routage) et concevait des Box Internet. Elle était dirigée par Eric Teissandier et Régis Pichonneau. Elle avait commencé en 1996 en développant et fabriquant des cartes Rnis avec l'aide d’ingénieurs  français. Elle a été rachetée par le groupe anglo-saxon  PACE en 2010 et dissoute en 2011.

## Présentation
La Bewan iBox est par exemple la box commercialisée dans l'offre de Darty (2007) : DartyBox. Le fournisseur Tele2 a également choisi les iBox Bewan en 2007 pour la Tele2box,.
En juin 2009, Bewan lance les premières box associant les fonctionnalités traditionnelles d'une Box ADSL à une antenne de téléphonie mobile 3G intégrée, un produit baptisé Femtocell.
Après son rachat en 2010 par le groupe PACE, l'entreprise Bewan Systems a été fusionnée avec PACE en mai 2011.